# Новочугуевка
Новочугу́евка — село в Чугуевском муниципальном районе Приморского края России. 

## География
Село находится около берега реки Уссури, к югу от автодороги Осиновка — Рудная Пристань, на расстоянии 12 км к северу от села Чугуевка, административного центра района, и 180 км (по прямой) к северо-востоку от города Владивосток, административного центра края.

## Население
| 2002 | 2006 | 2010 |
| ---- | ---- | ---- |
| 337  | ↗338 | ↘284 |

## Улицы
В селе имеются две улицы: Вокзальная и Железнодорожная. 

## Инфраструктура
Путевое хозяйство  Владивостокского отделения Дальневосточной железной дороги. В селе расположена конечная станция железнодорожной линии Сибирцево — Новочугуевка, осуществляющей приём и отправка грузов, предназначенных для предприятий и организаций Чугуевского, Кавалеровского, Дальнегорского, Ольгинского и Тернейского районов.

## Транспорт
До 1990-х годов между Новочугуевкой и Владивостоком ходили две пары пассажирских поездов в сутки. В июне 2010 отменён пассажирский поезд Владивосток — Новочугуевка. Несколько месяцев ходил пригородный поезд Сибирцево — Новочугуевка, в конце 2010 года пассажирское движение отменено, люди ездят на междугородних автобусах, а станция используется только для грузоперевозок. 1 декабря 2018 года железнодорожное сообщение между Новочугуевкой и Владивостоком возобновилось.